# François Barthélemy
François Barthélemy (Aubagne, 1747. október 20. – Párizs, 1830. április 3.) márki, francia politikus, diplomata, a francia konzervatív felsőház tagja.

## Élete
XVI. Lajos alatt több követségnél titkár volt. 1791-ben mint teljhatalmú minisztert Svájcba küldték. 1795-ben Bázelben előbb Poroszországgal és nemsokára ezután Spanyolországgal kötötte meg a békét. 1797-ben visszatért Párizsba.  François-Joseph Alexandre Letourneur helyébe tagja lett a Direktóriumnak, de a fructidor 18-i államcsíny következtében ő is megbukott és Jean-Charles Pichegru-vel együtt Cayenne-be, Francia Guyanára deportálták, ahonnan azonban nemsokára hat társával Angliába menekült. 1799 november havában az első konzul visszahívta; 1800. február 10-én a szenátus tagja lett; később az első konzul a szenátus elnökének és birodalmi grófnak nevezte ki. Ő volt szónoka a szenátus azon küldöttségének, mely Napóleont az örökös konzulsággal kínálta meg 1802-ben; de a császárság alatt nem volt befolyása. Midőn a szenátus 1814 áprilisában a császárt trónjától megfosztotta, ő elnökölt, és ő mondott köszönetet Sándor cár nagylelkűségéért és mérsékletéért. A restauráció után pair és a Becsületrend nagykeresztese lett, de Napóleon 1815-ben kitörölte a pairek névsorából; a második restauráció ezért államminiszterré való kinevezésével kárpótolta és még a márki ranggal is kedveskedett neki. 1819-ben a választási jog korlátozását indítványozta, s emiatt annyira elvesztette népszerűségét, hogy kénytelen volt politikai állásáról lemondani.